# Galwan
Der Galwan ist ein Fluss in der Region Aksai Chin von Ladakh, in einer Hochlandregion am Westrand von Tibet, nordöstlich von Kaschmir. Aksai Chin steht unter chinesischer Kontrolle, wird aber von Indien beansprucht. Er mündet in den Shyok, einen Zufluss des Indus. Er ist nach seinem Entdecker Ghulam Rasool Galwan (1878–1925) benannt. Im Juni 2020 ereignete sich im Galwan Tal ein Gerangel zwischen dem Indischen und Militärischen Militär, bei welchem der Kampf aber nicht mit Schusswaffen ausgetragen wurde, sondern mit Stöcken.